# Don Ellis
Pour les articles homonymes, voir Ellis.
Don Ellis est un compositeur et trompettiste américain né le 25 juillet 1934 à Los Angeles, Californie (États-Unis), mort le 17 décembre 1978 à Hollywood (États-Unis).

## Discographie
- - New Sounds for the '60s [unreleased] (Enrica, 1960)
  - How Time Passes (Candid, 1960)
  - Out of Nowhere (Candid, 1961 [1988])
  - New Ideas (New Jazz, 1961)
  - Essence (Pacific Jazz, 1962)
  - Jazz Jamboree 1962 (Muza, 1962)
  - Don Ellis Orchestra 'Live' at Monterey! (Pacific Jazz, 1966)
  - Live in 3⅔/4 Time (Pacific Jazz, 1966)
  - Electric Bath (Columbia, 1967)
  - Shock Treatment (Columbia, 1968)
  - Autumn (Columbia, 1969)
  - The New Don Ellis Band Goes Underground (Columbia, 1969)
  - Don Ellis at Fillmore (Columbia, 1970) Recorded "Live" at The Fillmore West; San Francisco, CA
  - Tears of Joy (Columbia, 1971) Recorded "Live" at Basin Street West; San Francisco, CA
  - Connection (Columbia, 1972)
  - Soaring (MPS Records, 1973)
  - Haiku (MPS Records, 1973)
  - Music from Other Galaxies and Planets (Atlantic, 1977)
  - Live at Montreux (Atlantic, 1977)
  - Pieces of 8 (Wounded Bird, rec. 1967, released 2005)
  - Live in India (Sleepynightrecords, 2010) The Lost Tapes of a Musical Legend, Vol. 1
  - ELECTRIC HEART Special Edition DVD (Sights & Sounds Films / Sleepynightrecords, 2009)

avec George Russell
- - The Stratus Seekers

## Filmographie

### Cinéma
- 1969 : Alerte Satellite 02 (Moon Zero Two) de Roy Ward Baker
- 1971 : French Connection (The French Connection) de William Friedkin
- 1972 : Kansas City Bomber de Jerrold Freedman
- 1973 : Police Puissance 7 (The Seven-Ups) de Philip D'Antoni
- 1975 : French Connection 2 (French Connection II) de John Frankenheimer
- 1977 : Ruby de Curtis Harrington
- 1977 : The Ransom de Richard Compton
- 1979 : Natural Enemies de Jeff Kanew

### Télévision
- 1967 : Mission impossible (série télévisée) (épisode A Cube of Sugar)
- 1970 : The Soupy Sales Show de John Moffitt (téléfilm)
- 1974 : Movin' On (série télévisée) (2 épisodes)
- 1974 : Man Belongs to the Earth de Graeme Ferguson (court métrage documentaire)
- 1975 : Doctors' Hospital (série télévisée)
- 1975 : The Deadly Tower de Jerry Jameson (téléfilm)